# Queixumes dos pinos
Queixumes dos pinos  es un libro de poemas escrito por Eduardo Pondal y publicado por Latorre y Martínez, editores, en La Coruña, en la imprenta de La Voz de Galicia en 1886.

## Descripción
Pondal recogió en él la mayor parte de los poemas publicados en 1877 en Rumores de los pinos, aunque reelaborándolos, traduciendo algunos al gallego y suprimiendo otros escritos en castellano. El conjunto inicial, que estaba compuesto por treinta composiciones, se fue ampliando en posteriores ediciones, incluyendo poemas como Os pinos.
La segunda edición fue publicada por la Academia Gallega, en La Coruña, en la imprenta de Zincke Hermanos, en 1935, con introducción de Manuel Murguía, y epílogo de Manuel Lugrís.